# Batalla de Tennōji (1615)
La Batalla de Tennōji (天王寺 · 冈山 の 戦い Tennōji Okayama no tatakai?) Se libró en 1615 entre las fuerzas de Tokugawa Ieyasu y las fuerzas de Toyotomi Hideyori. Tokugawa estaba sitiando Osaka, y Hideyori había planeado un contraataque. Ambos bandos cometieron muchísimos errores hasta que el bando de Hideyori finalmente cayó. Hideyori cometió seppuku. El ejército de Toyotomi perdió casi el 50% de sus fuerzas en esta batalla, más de 15.000 bajas. Esta fue la última batalla de Sanada Yukimura.

## Batalla
La última resistencia del Clan Toyotomi al dominio del Shogunato Tokugawa, se encontraba en Tennoji, a las afueras del castillo de Osaka. Toyotomi Hideyori, hijo del legendario Toyotomi Hideyoshi, ideó un plan para levantar el sitio al castillo. Akashi Morishige procedió a atacar a los Tokugawa, en conjunto con Sanada Yukimura. Por otro lado, las fuerzas de los Tokugawa fueron dirigidas por él mismo Tokugawa Ieyasu, a pesar de que Ieyasu fue herido por una lanza, Yukimura murió en la batalla. Por lo tanto, el ataque Morishige falló también. Esto dejó a Hideyori sólo para defender el castillo. El cañón de los Tokugawa empezó a hacer blanco en la torre del castillo, y sin esperanza, Hideyori cometió seppuku.